# Cloche de la Paix
Campana de la Pau
La Cloche de la Paix (en catalan : Campana de la Pau) est une sculpture située sur la montagne de Montjuïc, dans la ville de  Barcelone.
Elle est l'œuvre de l'architecte Beth Galí.

## Situation et accès
La sculpture fait partie de l'anneau olympique de Montjuïc.
Elle est accessible par l'avinguda de l'Estadi, par la station de métro Espanya, desservie par la ligne 1 et la ligne 3 du métro de Barcelone.